# Mouvement de libération nationale (Dahomey)
Pour les articles homonymes, voir Mouvement de libération nationale (homonymie).
Le Mouvement de libération nationale (MLN) est une formation politique de la République du Dahomey créée en mars 1959 et dissoute le 13 novembre 1963.

## Historique

### Sur le plan continental
Le MLN est un mouvement panafricain initié et créé le 25 août 1958 à Dakar, par le voltaïque Joseph Ki-Zerbo, les dahoméens Albert Tévoédjrè et Jean Pliya ainsi que d’autres anciennes figures de la FEANF. Le MLN a des sections en France, en Haute-Volta, au Sénégal, au Dahomey et au Cameroun. 
Les propositions phares du programme politique du MLN sont : l’indépendance immédiate et absolue de l’Afrique, la création des États-Unis d’Afrique et l’adoption d’un socialisme adapté aux réalités africaines.
Le MLN s’érige notamment contre la création d’une Communauté franco-africaine, en remplacement de l'Union française, telle que prévue dans le projet de la nouvelle Constitution française proposé lors du référendum du 28 septembre 1958.

### Au Dahomey
La section dahoméenne du MLN est naturellement cofondée par Jean Pliya et Albert Tévoédjrè en mars 1959 et dirigée par ce dernier,. Dès lors, le mouvement milite pour l’indépendance du Dahomey sans qu’aucun des trois hommes forts du pays, Hubert Maga, Justin Ahomadegbé ou Sourou Migan Apithy ne la réclame jusque-là.
Cette organisation idéologique composée d'intellectuels, pour la plupart des enseignants, des chercheurs et des professionnels libéraux, bien que novatrice et progressiste, peine à fédérer et son action demeure marginale. Ce peu d’engouement s’explique par le manque d’une base solide d’appuis territoriaux et traditionnels. Hubert Maga, conscient de leur véritable apport intellectuel, réussit à convaincre les cadres du MLN qu’ils peuvent être décisionnaires à l’échelle nationale et leur promet des postes à responsabilités au sein du régime à venir,. Ainsi, bien qu’initialement opposés, le RDD et le MLN s’unissent le 15 juin 1960 sur les bases d’un programme commun.
Le 13 novembre 1960, le RDD et le MLN fusionnent avec le Parti des nationalistes dahoméens dirigé par Sourou Migan Apithy pour former le Parti dahoméen de l'unité (PDU). Ce nouveau parti remporte les élections législatives le mois suivant et Hubert Maga est conforté à son poste de Président de la République.
Au cours des trois années de gouvernance d’Hubert Maga, les dirigeants du MLN jouent un rôle sur les plans national et international. Jean Pliya, devenu membre dirigeant du PDU, est nommé successivement directeur de cabinet au ministère de l'Éducation nationale de 1961 à 1963 puis secrétaire d'État chargé de l’Information et du Tourisme en 1963,. Albert Tévoédjrè, quant à lui, nommé secrétaire administratif du PDU, devient secrétaire d'État chargé de l’Information, poste qu’il occupe jusqu’à sa désignation comme secrétaire général de l’Union africaine et malgache de 1961 à 1963,.
À la suite du coup d'État du 27 octobre 1963 qui conduit le colonel Christophe Soglo à prendre les rênes du pouvoir, tous les partis et formations politiques dont le MLN sont officiellement dissous par ordonnance le 13 novembre de la même année.